# André Lotterer
André Lotterer (Duisburg, 1981. november 19. –) német autóversenyző, a Le Mans-i 24 órás verseny háromszoros győztese, kétszeres WEC-bajnok és sikereket ért el Japánban is. Kétszeres Super GT- és egyszeres Super Formula bajnok.

## Pályafutása

### A kezdetek
1989 és 1997 között vett részt gokartversenyeken.
1998 és 2001 között német és brit formula autós bajnokságokban szerepelt. 1999-ben megnyerte a német Formula–BMW sorozatot.
2002-ben és 2003-ban a Formula–1-es Jaguar Racing tesztpliótája volt. 2002-ben részt vett a Champ Car széria egy futamán, továbbá egy futamon az FIA GT-sorozatban is szerepelt.
2003-tól nagyrészt Japánban versenyez. 2004-ben a második, 2006-ban és 2008-ban a harmadik helyen zárta a Formula–Nippon bajnokságot. Ezentúl Juichi Wakisaka társaként két bajnoki címet szerzett a japán túraautó bajnokságban.

### Sportautózás

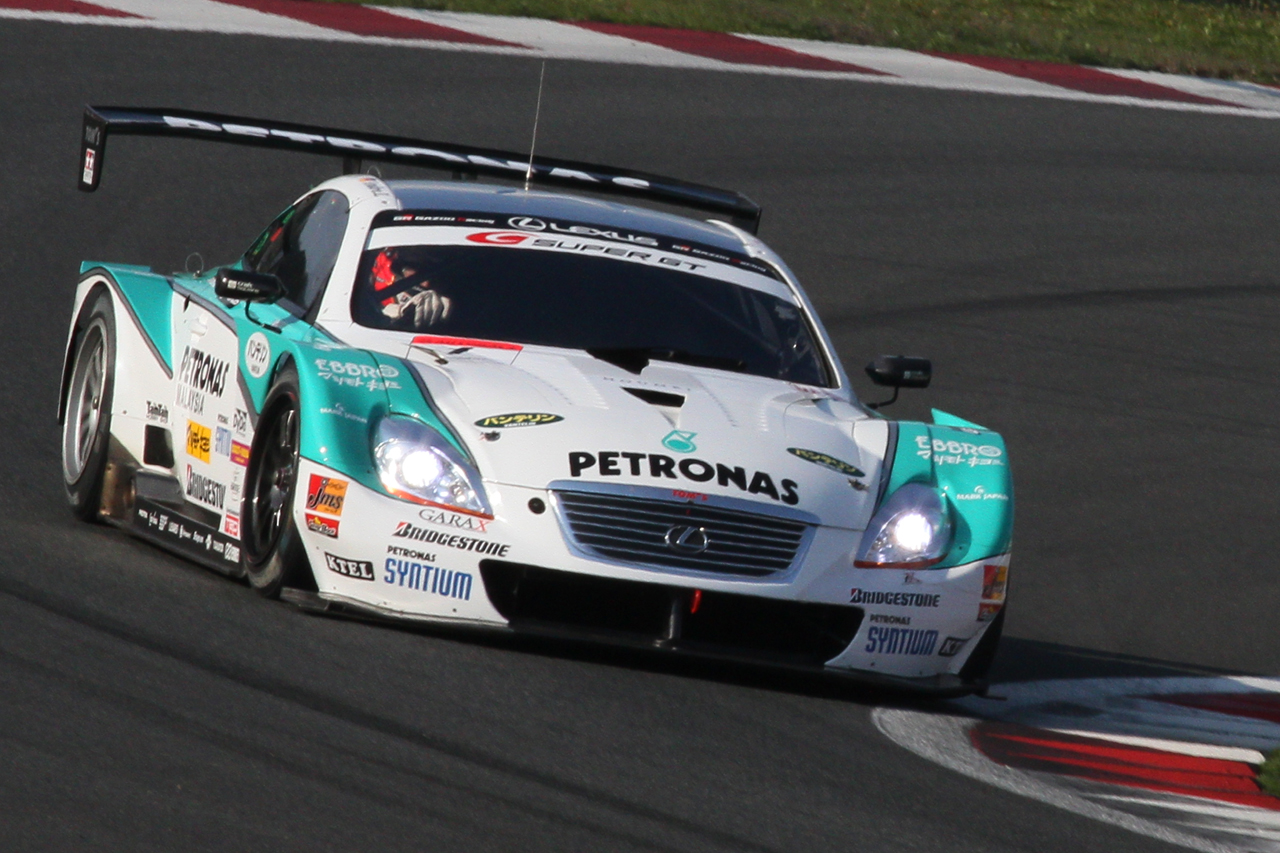
André 2010-ben a japán túraautó bajnokság egy futamán

André 2009-ben debütált a Le Mans-i 24 órás autóversenyen. Első versenyén Charles Zwolsman és Narain Karthikeyan társaként vett részt. A privát csapattal szereplő alakulat a hetedik helyen ért célba. 2010-ben már a gyári Audi csapatával vett részt a viadalon, a svájci Marcel Fässler és a francia Benoît Tréluyer váltótársaként. 2011-ben az egységük megnyerte a versenyt.
2012 és 2016 között az újonnan létrehozott FIA World Endurance Championshipben (WEC) versenyzett, továbbra is a gyári Audi Sport Team Joest csapatánál, az R18-assal. Az Audinál a WEC-ben eltöltött ideje alatt megnyerte a pilóták bajnokságát a sorozat első szezonjában Benoît Tréluyerrel és Marcel Fässlerrel.
Miután az Audi úgy döntött, hogy 2017-ben már nem indul a WEC-ben, Lotterer a gyári Porschéhoz igazolt az első számú autó pilótájaként Nick Tandyvel és a márka 2016-os bajnokával, Neel Janival.
2017 után a Porsche is kilépett a sorozatból és befejezte az LMP1-es programját. Ezt követően Lotterer a svájci Rebellion Racinghez szerződött a 2018–2019-es szuper-szezonra, és csatlakozott Janihoz és Bruno Sennához.

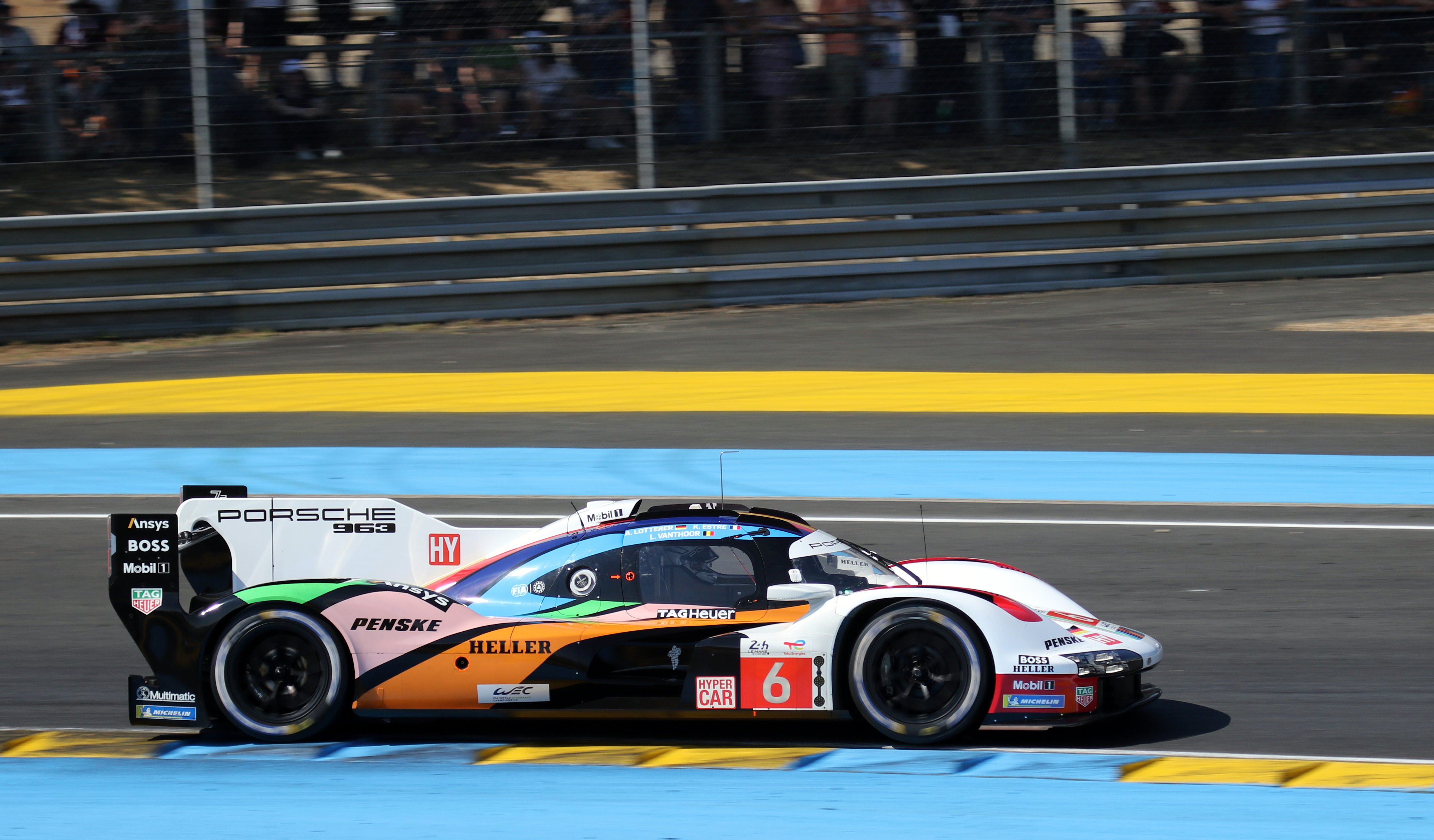
Lottererék egysége a 2023-as Le Mans-i 24 óráson.

2023-ban tért vissza a bajnokságba, amikor is a vadonatúj csúcskategóriának számító Hypercar-osztályban a Porsche is visszatért, Kévin Estre és Laurens Vanthoor mellett a #6-os számú 963-as konstrukcióval. 2024-ben Estre és Vanthoor mellett pályafutása során másodszor nyerte meg a versenyzők bajnokságát, tizenkét szezon után ismét.
2024 decemberében Lotterer távozott a Porschétól, majd aláírt a brazil Pipo Derani mellett, a 2026-ban induló gyári Genesis programhoz, amelyet a Hyundai felügyelt. A 2025-ös évadot a Genesis GMR-001 LMDh prototípusuk fejlesztésével töltötte.

### Formula–1
2014. augusztus 20-án a Caterham Formula–1-es csapat bejelentette, hogy Lotterer fogja helyettesíteni Kobajasi Kamuit a belga nagydíjon. Az esős időmérő edzésen a német az utolsó előtti, 21. pozíciót szerezte meg, majdnem egy másodperccel megelőzve csapattársát, Marcus Ericssont. Debütáló futama azonban rövidre sikeredett, mindössze egy kör megtétele után, a második körben kiállni kényszerült motorhiba miatt.

## Eredményei

### Teljes Super GT eredménysorozata
(Táblázat értelmezése)

(Félkövér: pole-pozícióból indult; dőlt: leggyorsabb kört futott) 

| Év   | Csapat            | Osztály | 1      | 2     | 3      | 4      | 5      | 6      | 7      | 8      | 9     | Helyezés | Pont |
| ---- | ----------------- | ------- | ------ | ----- | ------ | ------ | ------ | ------ | ------ | ------ | ----- | -------- | ---- |
| 2003 | Nakajima Racing   | GT500   | TAI    | FUJ   | SUG    | FUJ 13 | FUJ 9  | MOT Ki | AUT 2  | SUZ 12 |       | 16.      | 19   |
| 2004 | Nakajima Racing   | GT500   | TAI 10 | SUG 4 | SEP 9  | TOK 6  | MOT 1  | AUT 12 | SUZ 5  |        |       | 8.       | 42   |
| 2005 | Nakajima Racing   | GT500   | OKA 5  | FUJ 8 | SEP 5  | SUG 13 | MOT 10 | FUJ 2  | AUT 14 | SUZ 10 |       | 9.       | 38   |
| 2006 | Toyota Team TOM'S | GT500   | SUZ 1  | OKA 8 | FUJ 3  | SEP 15 | SUG 4  | SUZ 10 | MOT 2  | AUT 7  | FUJ 4 | 1.       | 80   |
| 2007 | Toyota Team TOM'S | GT500   | SUZ 7  | OKA 5 | FUJ Ni | SEP 8  | SUG 5  | SUZ 1  | MOT 6  | AUT 6  | FUJ 6 | 6.       | 54   |
| 2008 | Toyota Team TOM'S | GT500   | SUZ 3  | OKA 4 | FUJ 2  | SEP 7  | SUG 10 | SUZ 3  | MOT 3  | AUT 8  | FUJ 7 | 3.       | 63   |
| 2009 | Lexus Team TOM'S  | GT500   | OKA 11 | SUZ 2 | FUJ 2  | SEP 6  | SUG 7  | SUZ 8  | FUJ 3  | AUT 1  | MOT 2 | 1.       | 88   |
| 2010 | Lexus Team TOM'S  | GT500   | SUZ 4  | OKA 3 | FUJ 2  | SEP 8  | SUG 7  | SUZ 10 | FUJ T  | MOT 1  |       | 2.       | 62   |
| 2011 | Lexus Team TOM'S  | GT500   | OKA 4  | FUJ 4 | SEP 6  | SUG 9  | SUZ 6  | FUJ 15 | AUT 4  | MOT 8  |       | 8.       | 39   |

### Teljes Formula Nippon/Super Formula eredménylistája
(Táblázat értelmezése)

(Félkövér: pole-pozícióból indult; dőlt: leggyorsabb kört futott) 

| Év   | Csapat              | 1      | 2      | 3      | 4      | 5      | 6      | 7      | 8      | 9     | 10     | 11     | Helyezés | Pont |
| ---- | ------------------- | ------ | ------ | ------ | ------ | ------ | ------ | ------ | ------ | ----- | ------ | ------ | -------- | ---- |
| 2003 | Nakajima Racing     | SUZ 2  | FUJ 4  | MIN 7  | MOT 6  | SUZ Ki | SUG 2  | FUJ 3  | MIN 9  | MOT 5 | SUZ Ki |        | 5.       | 22   |
| 2004 | Nakajima Racing     | SUZ 2  | SUG 4  | MOT 1  | SUZ 8  | SUG Ki | MIN Ki | SEP 1  | MOT 3  | SUZ 7 |        |        | 2.       | 33   |
| 2005 | Nakajima Racing     | MOT 11 | SUZ Ki | SUG 9  | FUJ Ki | SUZ Ki | MIN 10 | FUJ 1  | MOT Ki | SUZ 1 |        |        | 4.       | 20   |
| 2006 | TOM'S Racing        | FUJ 8  | SUZ 5  | MOT 1  | SUZ 5  | AUT 8  | FUJ 2  | SUG Ki | MOT Ki | SUZ 1 |        |        | 3.       | 30   |
| 2007 | TOM'S Racing        | FUJ Ki | SUZ 5  | MOT 2  | OKA Ki | SUZ 13 | FUJ 1  | SUG 7  | MOT 4  | SUZ 2 |        |        | 5.       | 37   |
| 2008 | Petronas Team TOM'S | FUJ Ki | SUZ 3  | MOT 2  | OKA 2  | SUZ 2  | SUZ 4  | MOT 11 | MOT 7  | FUJ 5 | FUJ 4  | SUG 12 | 3.       | 49   |
| 2009 | Petronas Team TOM'S | FUJ 10 | SUZ 3  | MOT 5  | FUJ 8  | SUZ 7  | MOT 1  | AUT 2  | SUG 2  |       |        |        | 3.       | 39   |
| 2010 | Petronas Team TOM'S | SUZ 3  | MOT 3  | FUJ 2  | MOT Ki | SUG 3  | AUT 1  | SUZ 3  | SUZ 2  |       |        |        | 2.       | 43   |
| 2011 | Petronas Team TOM'S | SUZ 1  | AUT    | FUJ 1  | MOT 2  | SUZ T  | SUG 1  | MOT 1  | MOT 1  |       |        |        | 1.       | 56   |
| 2012 | Petronas Team TOM'S | SUZ 5  | MOT 1  | AUT Ki | FUJ 1  | MOT 2  | SUG 10 | SUZ 5  | SUZ 8  |       |        |        | 4.       | 38   |
| 2013 | Petronas Team TOM'S | SUZ    | AUT 1  | FUJ 1  | MOT 2  | SUG 2  | SUZ    | SUZ    |        |       |        |        | 2.       | 37   |
| 2014 | Petronas Team TOM'S | SUZ 6  | FUJ 4  | FUJ 1  | FUJ 6  | MOT    | AUT 1  | SUG Ki | SUZ 3  | SUZ 2 |        |        | 3.       | 34.5 |
| 2015 | Petronas Team TOM'S | SUZ 1  | OKA 8  | FUJ 5  | MOT 4  | AUT 11 | SUG 1  | SUZ 1  | SUZ Ki |       |        |        | 3.       | 40   |
| 2016 | Vantelin Team TOM'S | SUZ 7  | OKA 8  | FUJ 4  | MOT 2  | OKA 12 | OKA 4  | SUG 5  | SUZ 2  | SUZ 2 |        |        | 2.       | 30   |
| 2017 | Vantelin Team TOM'S | SUZ 5  | OKA 1  | OKA 3  | FUJ 3  | MOT 7  | AUT Ki | SUG 10 | SUZ T  | SUZ T |        |        | 6.       | 21   |

### Le Mans-i 24 órás autóverseny
| Év   | Csapat                    | Csapattárs                          | Autó                    | Kategória | Kör | Összetett Helyezés | Kategória Helyezés |
| ---- | ------------------------- | ----------------------------------- | ----------------------- | --------- | --- | ------------------ | ------------------ |
| 2009 | Kolles                    | Charles Zwolsman Narain Karthikeyan | Audi R10 TDI            | LMP1      | 369 | 7.                 | 7.                 |
| 2010 | Audi Sport Team Joest     | Benoît Tréluyer Marcel Fässler      | Audi R15 TDI plus       | LMP1      | 396 | 2.                 | 2.                 |
| 2011 | Audi Sport Team Joest     | Benoît Tréluyer Marcel Fässler      | Audi R18 TDI            | LMP1      | 355 | 1.                 | 1.                 |
| 2012 | Audi Sport Team Joest     | Benoît Tréluyer Marcel Fässler      | Audi R18 e-tron quattro | LMP1      | 378 | 1.                 | 1.                 |
| 2013 | Audi Sport Team Joest     | Benoît Tréluyer Marcel Fässler      | Audi R18 e-tron quattro | LMP1      | 338 | 5.                 | 5.                 |
| 2014 | Audi Sport Team Joest     | Benoît Tréluyer Marcel Fässler      | Audi R18 e-tron quattro | LMP1-H    | 379 | 1.                 | 1.                 |
| 2015 | Audi Sport Team Joest     | Benoît Tréluyer Marcel Fässler      | Audi R18 e-tron quattro | LMP1      | 393 | 3.                 | 3.                 |
| 2016 | Audi Sport Team Joest     | Benoît Tréluyer Marcel Fässler      | Audi R18                | LMP1      | 367 | 4.                 | 4.                 |
| 2017 | Porsche LMP Team          | Neel Jani Nick Tandy                | Porsche 919 Hybrid      | LMP1      | 318 | Kiesett            | Kiesett            |
| 2018 | Rebellion Racing          | Neel Jani Bruno Senna               | Rebellion R13-Gibson    | LMP1      | 375 | 4.                 | 4.                 |
| 2019 | Rebellion Racing          | Neel Jani Bruno Senna               | Rebellion R13-Gibson    | LMP1      | 376 | 4.                 | 4.                 |
| 2023 | Porsche Penske Motorsport | Kévin Estre Laurens Vanthoor        | Porsche 963             | Hypercar  | 320 | 22.                | 11.                |
| 2024 | Porsche Penske Motorsport | Kévin Estre Laurens Vanthoor        | Porsche 963             | Hypercar  | 311 | 4.                 | 4.                 |

### Teljes FIA World Endurance Championship eredménysorozata
(Táblázat értelmezése)

(Félkövér: pole-pozícióból indult; dőlt: leggyorsabb kört futott) 

| Év      | Csapat                    | Osztály  | Kasztni                 | Motor                                   | 1       | 2     | 3      | 4     | 5     | 6      | 7      | 8      | 9     | Helyezés | Pont   |
| ------- | ------------------------- | -------- | ----------------------- | --------------------------------------- | ------- | ----- | ------ | ----- | ----- | ------ | ------ | ------ | ----- | -------- | ------ |
| 2012    | Audi Sport Team Joest     | LMP1     | Audi R18 e-tron quattro | Audi TDI 3.7L Turbo V6 (Hybrid Diesel)  | SEB 11  | SPA 2 | LMS 1  | SIL 1 | SÃO 2 | BHR 1  | FUJ 2  | SHA 3  |       | 1.       | 172.5  |
| 2013    | Audi Sport Team Joest     | LMP1     | Audi R18 e-tron quattro | Audi TDI 3.7L Turbo V6 (Hybrid Diesel)  | SIL 2   | SPA 1 | LMS 5  | SÃO 1 | COA 3 | FUJ 14 | SHA 1  | BHR 2  |       | 2.       | 149.25 |
| 2014    | Audi Sport Team Joest     | LMP1     | Audi R18 e-tron quattro | Audi TDI 4.0 L Turbo V6 (Hybrid Diesel) | SIL Ki  | SPA 5 | LMS 1  | COA 1 | FUJ 6 | SHA 4  | BHR 4  | SÃO 5  |       | 2.       | 127    |
| 2015    | Audi Sport Team Joest     | LMP1     | Audi R18 e-tron quattro | Audi TDI 4.0 L Turbo V6 (Hybrid Diesel) | SIL 1   | SPA 1 | LMS 3  | NÜR 3 | COA 2 | FUJ 3  | SHA 3  | BHR 2  |       | 2.       | 161    |
| 2016    | Audi Sport Team Joest     | LMP1     | Audi R18                | Audi TDI 4.0 L Turbo Diesel V6(Hybrid)  | SIL EX  | SPA 5 | LMS 4  | NÜR 3 | MEX 2 | COA 6  | FUJ Ki | SHA 6  | BHR 2 | 5.       | 104    |
| 2017    | Porsche LMP Team          | LMP1     | Porsche 919 Hybrid      | Porsche 2.0 L Turbo V4 (Hybrid)         | SIL 3   | SPA 4 | LMS Ki | NÜR 2 | MEX 2 | COA 2  | FUJ 3  | SHA 3  | BHR 3 | 4.       | 129    |
| 2018–19 | Rebellion Racing          | LMP1     | Rebellion R13           | Gibson GL458 4.5 L V8                   | SPA Kiz | LMS 4 | SIL 2  | FUJ 3 | SHA 4 | SEB    | SPA 5  | LMS 4  |       | 5.       | 91     |
| 2023    | Porsche Penske Motorsport | Hypercar | Porsche 963             | Porsche 4.6 L Turbo V8                  | SEB 6   | ALG 3 | SPA Ki | LMS 8 | MNZ 7 | FUJ 3  | BHR 5  |        |       | 6.       | 71     |
| 2024    | Porsche Penske Motorsport | Hypercar | Porsche 963             | Porsche 4.6 L Turbo V8                  | QAT 1   | IMO 2 | SPA 2  | LMS 4 | SÃO 2 | COA 6  | FUJ 1  | BHR 10 |       | 1.       | 152    |

* A szezon jelenleg is zajlik.

### Teljes Formula–1-es eredménysorozata
(Táblázat értelmezése)

(Félkövér: pole-pozícióból indult; dőlt: leggyorsabb kört futott) 

| Év   | Csapat   | 1   | 2   | 3   | 4   | 5   | 6   | 7   | 8   | 9   | 10  | 11  | 12     | 13  | 14  | 15  | 16  | 17  | 18  | 19  | Helyezés | Pont |
| ---- | -------- | --- | --- | --- | --- | --- | --- | --- | --- | --- | --- | --- | ------ | --- | --- | --- | --- | --- | --- | --- | -------- | ---- |
| 2014 | Caterham | AUS | MAL | BHR | CHN | ESP | MON | CAN | AUT | GBR | GER | HUN | BEL Ki | ITA | SIN | JPN | RUS | USA | BRA | UAE | —        | 0    |

### Teljes Formula–E eredménylistája
(Táblázat értelmezése)

(Félkövér: pole-pozícióból indult; dőlt: leggyorsabb kört futott) 

| Év      | Csapat    | 1       | 2      | 3       | 4      | 5      | 6      | 7      | 8       | 9      | 10     | 11     | 12     | 13     | 14     | 15     | 16     | Helyezés | Pont |
| ------- | --------- | ------- | ------ | ------- | ------ | ------ | ------ | ------ | ------- | ------ | ------ | ------ | ------ | ------ | ------ | ------ | ------ | -------- | ---- |
| 2017–18 | Techeetah | HKG Kiz | HKG 13 | MAR Ki  | SAN 2  | MEX 13 | PDE 12 | ROM 3  | PAR 6   | BER 9  | ZUR 4  | NYC 7  | NYC 9  |        |        |        |        | 8.       | 64   |
| 2018–19 | Techeetah | ADR 5   | MAR 6  | SAN 12  | MEX 5  | HKG 14 | SNY 4  | ROM 2  | PAR 2   | MON 7  | BER Ki | BRN 14 | NYC 17 | NYC Ki |        |        |        | 8.       | 86   |
| 2019–20 | Porsche   | ADR 2   | ADR 14 | SAN Kiz | MEX Ki | MAR 8  | BER 2  | BER 9  | BER 5   | BER 8  | BER 4  | BER 14 |        |        |        |        |        | 8.       | 71   |
| 2020–21 | Porsche   | DIR 16  | DIR 11 | ROM 14  | ROM 15 | VAL Ki | VAL 2  | MON 17 | PUE Kiz | PUE 17 | NYC 8  | NYC 5  | LON 4  | LON 17 | BER 10 | BER 4  |        | 17.      | 58   |
| 2021–22 | Porsche   | DIR 13  | DIR 4  | MEX 2   | ROM 10 | ROM 4  | MON Ki | BER 4  | BER 8   | JAK 9  | MAR 15 | NYC 16 | NYC 9  | LON 12 | LON 12 | SEO Ki | SEO Ki | 12.      | 63   |
| 2022–23 | Andretti  | MEX 4   | DIR 9  | DIR 12  | HAI 9  | FOK 9  | SAP 12 | BER 8  | BER 21  | MON Ki | JAK    | JAK    | POR 19 | ROM Ki | ROM Ki | LON 13 | LON 21 | 18.      | 23   |

† A versenyt nem fejezte be, de helyezését értékelték, mert a versenytáv több, mint 90%-át teljesítette.

## Magánélete
Duisburgban született, kétéves korától a belgiumi Nivelles városában él.